# Informe semanal
Informe semanal es un programa informativo no diario de TVE, que se emite semanalmente en La 1 y el Canal 24 horas de Televisión Española. Se trata del segundo programa más veterano —El primero es el Telediario que inició sus emisiones en 1957— de la televisión en España.
Con 5 décadas de emisión ininterrumpida se configura como el programa informativo decano de la televisión en Europa, siendo el más premiado de la historia. Además, Informe semanal está incluido en el Libro Guinness de los récords por el tiempo que se lleva emitiendo.

## Formato
Basado en similar estructura al del programa estadounidense de la CBS 60 Minutes, el programa consiste en la emisión de dos reportajes sobre temas de actualidad nacional e internacional, política, económica, social o cultural, de diez a quince minutos de duración a los que da paso un presentador.
Aunque actualmente el programa tiene una duración de media hora y se emiten dos reportajes, inicialmente desde sus comienzos hasta los años 90, el programa tenía una extensión de 90 minutos y la emisión de una media de seis reportajes de 15 minutos cada uno.
Excepcionalmente y de manera muy puntual, el programa podía tener una duración inferior para cederle tiempo a alguna retransmisión deportiva o evento musical o incluso por la proyección posterior de una película de metraje más largo de lo habitual, pero lo habitual eran los 90 minutos de duración.
Asimismo, aunque la duración de cada reportaje era de quince minutos genéricos, también excepcionalmente se emitían reportajes más extensos reduciendo el número de reportajes.
Ya en los años 90, la emisión del programa se redujo a 60 minutos y cuatro reportajes, con las mismas excepciones anteriores.
En los años 90, en un intento de modernizar el programa, se comenzaron a emitir en directo también algunas entrevistas de rigurosísima actualidad, pero el formato no prosperó y las entrevistas fueron enseguida retiradas regresando al formato de reportajes únicamente.

## Historia
Inició sus emisiones el 31 de marzo de 1973 bajo el título de Semanal informativo–denominación que mantuvo hasta el 2 de noviembre de 1974; entre el 9 de noviembre de 1974 y el 30 de noviembre de 1974 se llamaba Más allá de la noticia; después, entre el 7 y el 14 de diciembre de 1974 se denomina Sesenta minutos y desde el 21 de diciembre de 1974 adopta la denominación actual, Informe semanal— emitiendo reportajes sobre el deportista Mariano Haro, el estreno de la película La aventura del Poseidón, sobre fauna en Venezuela (realizado por Félix Rodríguez de la Fuente) y sobre el coste de la vivienda en España.
El programa fue creado y dirigido por Pedro Erquicia, reuniendo para ello a un nutrido grupo de profesionales de la televisión. El equipo original lo compusieron: Pedro Barceló, Javier Basilio, Rafael Martínez-Durbán, Carmen Sarmiento, Manu Leguineche, Aurelio Rodrigo, Agustín Monasterio, Luis Leal Soto, Carlos Amann, Miguel Cruz, Emilio Martínez-Lázaro, José Antonio Silva, Enrique Suárez, José Manuel Dueñas y Carmen Hernanz.
Tras el relevo de Erquicia por Jorge Martínez Reverte en 1988 y durante cierto tiempo, se introdujeron cambios de estructura incorporando entrevistas en plató.
Entre el anecdotario que acompaña a un programa de televisión con 50 años de historia puede mencionarse la acusación lanzada en 1984 por el político de Alianza Popular, Rogelio Baón, de que el espacio había servido de plataforma publicitaria a Steven Spielberg por una entrevista al director estadounidense emitida pocos días antes del estreno en España de la película Gremlins de la que era productor.
En 1993 se generó una polémica cuando el diario El Mundo publicó la noticia de que redactores del programa habían adquirido heroína por valor de 20.000 pesetas para lograr la aparición en pantalla de un heroinómano en un reportaje sobre el problema de la drogadicción, lo que provocó la presentación de querella contra el rotativo.
A destacar asimismo, que durante el verano de 2000, la presentación del programa corrió a cargo de quien más tarde se convertiría en Reina de España, Letizia Ortiz Rocasolano.
En 2007 se adoptó durante dos años una nueva fórmula en la presentación, consistente en que el espacio fuese conducido cada semana por hasta siete periodistas diferentes de TVE, presentadores de distintos espacios informativos de la cadena: Ana Blanco (Telediario 1), Lorenzo Milá (Telediario 2), Pepa Bueno (Los desayunos de TVE), Ana Pastor (59 segundos), María Casado y David Cantero (Telediario Fin de Semana) y Beatriz Ariño, que completaba el elenco al ser la presentadora única la etapa anterior a la toma de esta decisión.
En agosto de 2012 tras el relevo de Alicia Gómez Montano, el espacio pasa a ser presentado por Olga Lambea y dirigido por Jenaro Castro. Castro mantuvo la dirección del programa y asumió la presentación desde septiembre de 2014. En agosto de 2018 fue a su vez sustituido por Óscar González y Pilar García Muñiz pasó a llevar las riendas del formato hasta su marcha de TVE el 13 de julio de 2019. Una semana después, el puesto que ocupaba García Muñiz pasó temporalmente a manos del periodista Álex Barreiro. Desde el 7 de septiembre de 2019 hasta el 27 de junio de 2020 la presentadora titular fue Rosa María Molló.
Desde el 12 de septiembre de 2020, el programa es presentado por Marisa Rodríguez Palop. En enero de 2021, Cristina Olea entrevistó para el programa al expresidente de Estados Unidos Barack Obama.
Desde el 1 de octubre de 2022, José Carlos Gallardo, director de Informativos No Diarios de TVE en ese momento, pasa a compaginar dicho cargo con el de director de Informe semanal en sustitución de Óscar González.
El 17 de diciembre de 2022, Marisa Rodríguez Palop presenta por última vez el programa y desde el regreso del programa de las vacaciones de Navidad el 7 de enero de 2023, es presentado por Álex Barreiro.
Desde el 8 de septiembre de 2023, Ana Blanco toma las riendas del programa, tras presentar en abril el especial del 50 aniversario del programa y tras conducirlo entre 2007-2009 con otros seis presentadores de informativos de Televisión Española. En febrero de 2024 tras anunciar su jubilación anticipada, Lara Siscar se puso al frente del espacio.

## Acusaciones de falta de neutralidad
Pese a que desde sectores de la crítica televisiva no han ahorrado elogios sobre la seriedad y profesionalidad de Informe semanal, el programa tampoco se ha visto exento de las luchas partidistas entre las formaciones políticas con acusaciones cruzadas de favoritismo político que tradicionalmente ha salpicado a los informativos de la televisión pública en España fuere quien fuere el partido en el Gobierno. Así:

### En losGobiernos de UCD(1977-1982)
- El 31 de diciembre de 1981 se suscitó en el Congreso de los Diputados por la parlamentaria del PSOE, Anna Balletbò, el asunto de una supuesta censura a un reportaje sobre las cárceles en España.[27]

### En losGobiernos del PSOE(1982-1996)

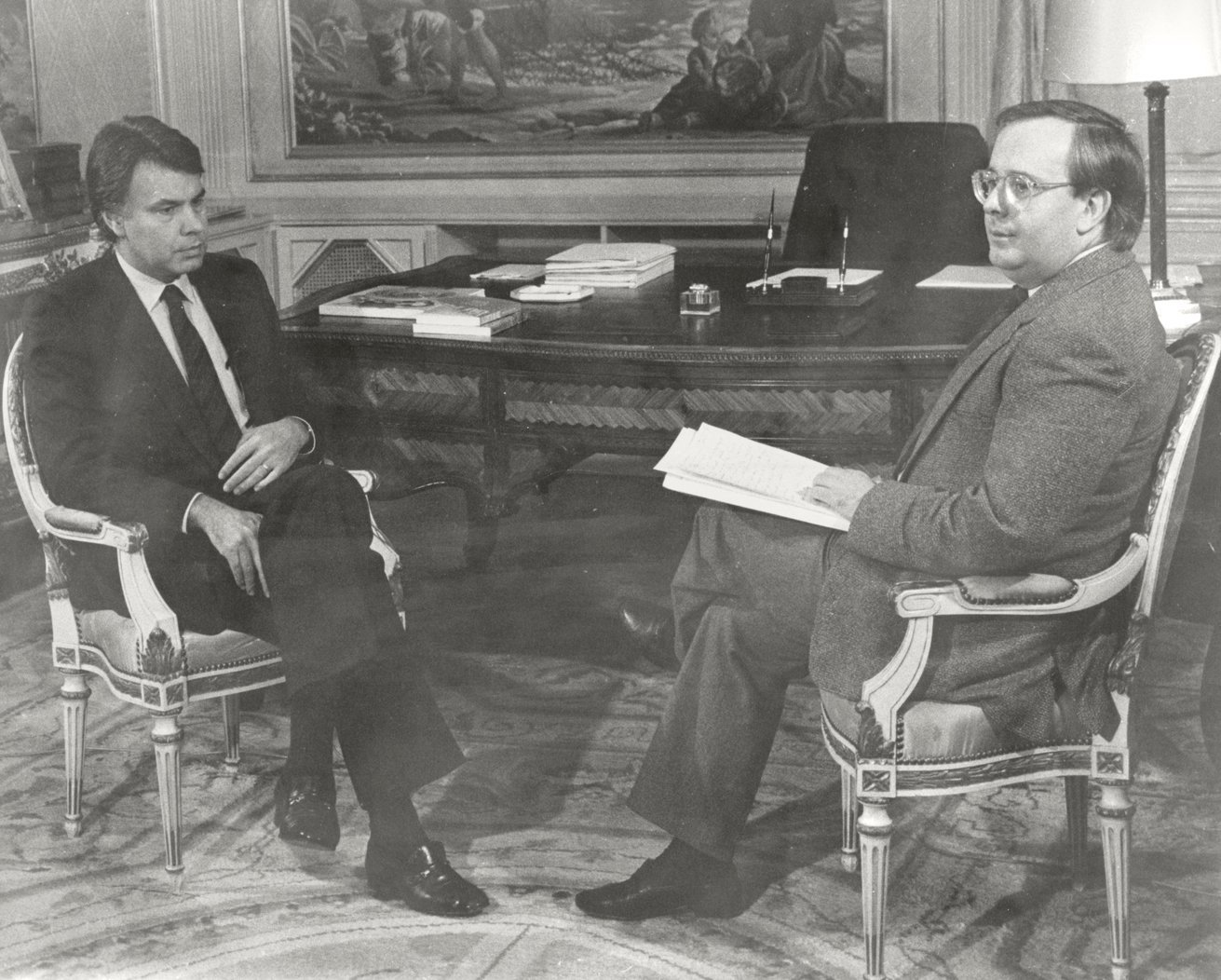
Entrevista en Informe Semanal en 1986.

- El 6 de febrero de 1986, el Partido Demócrata Popular de Óscar Alzaga, hizo notar que en un reportaje sobre el Referéndum de la OTAN se incluyó la sintonía del PSOE en la campaña electoral, lo que calificaron de manipulación al servicio de esta formación política.[28]

- El 2 de febrero de 1996 en la Comisión de Control Parlamentario de RTVE en el Congreso de los Diputados, el diputado del PP, Eugenio Nasarre, habló de «manipulación evidente» para referirse a un reportaje emitido en el programa sobre el juicio a José Barrionuevo en 1996.

### En losGobiernos del PP(1996-2004)
- El 26 de enero de 2000, el PSOE a través de su portavoz Alfredo Pérez Rubalcaba denunció que se habían censurado en una entrevista emitida el 16 de enero a António Guterres, unas declaraciones del político portugués, ensalzando la figura del expresidente del Gobierno Felipe González.[29]

### En losGobiernos del PSOE(2004-2011)
- El 16 de enero de 2006, el Consejo de la Generalidad Valenciana exigió la rectificación de afirmaciones realizadas en un reportaje sobre urbanismo en esa comunidad autónoma, bajo acusaciones de una representante del Partido Popular, acusando al PSOE de comportarse de forma «maquiavélica» por utilizar «un ente público como RTVE para manchar la imagen de la Comunidad Valenciana».[30]

### En los Gobiernos del Partido Popular (2011-2018)
- El 24 de enero de 2013, el PSOE y varios trabajadores de los Informativos de TVE, acusaron de falta de neutralidad un reportaje sobre el extesorero del PP Luis Bárcenas (quien era titular de una cuenta en Suiza con 22 millones de euros y cómplice de los supuestos sobresueldos en dinero negro a altos cargos del PP). En concreto, denunciaban que en este reportaje se mostraba a Bárcenas más como un empresario que como un político y que a su vez enfatizaba que no pertenecía al PP sino que fue expulsado de forma «abrupta» de este partido tras las investigaciones de la trama Gürtel. La visión de la oposición era que este reportaje se trataba de «una zafia manipulación, que más que un reportaje parecía un videocomunicado de Génova» (Sede del PP).[31]
- En noviembre de 2017 durante la visualización de una retransmisión del presidente de la Generalidad de Cataluña cesado, Carles Puigdemont en Bruselas, se incorporó la música de la banda sonora de El exorcista.[32][33][34]
- En enero de 2018 se emitió un especial sobre el caso Diana Quer. En el programa se habló además de la prisión permanente revisable, mostrando solo argumentos favorables a su aplicación coincidentes con el argumentario del Partido Popular.[35] No se recogieron las opiniones de otros partidos políticos que se oponen a la prisión permanente revisable.[36]

## Listado histórico de equipo

### Dirección
- Pedro Erquicia y López de Montenegro (3/1973-10/1978)
- Rafael Martínez-Durbán (1978-1981)[37]
- Ramón Colom Esmatges (1981-1987)
- María Pilar Trenas Fernández (1986)
- Jorge Martínez Reverte (1987-1988)
- Baltasar Magro Santana (9/1988-2/1989; 6/1996-5/2004)
- María Antonia Iglesias González (3/1989-3/1990)
- María Elena Martí Ballesta (3/1990-8/1990)
- Ana Ramírez Cañil (8/1990-9/1991)
- Fernando López Agudín (10/1991-6/1994)[38]
- Manuel Sánchez Pereira (6/1994-6/1996)
- Alicia Gómez Montano (5/2004-8/2012)[39]
- Jenaro Castro Muiña (8/2012-8/2018)
- Óscar González Fernández (8/2018-9/2022)
- José Carlos Gallardo Corullón (10/2022-presente)

### Dirección adjunta
- Antonio Gasset Dubois
- María José Gil de Arriola
- Luis Martín del Olmo
- Teresa Mora Rodríguez
- Ignacio Moreno Blond
- Juan Jesús Ortiz Martínez
- Josefa Rodríguez Voces
- Manuel Rubio Montero
- María Isabel Sánchez-Maroto Inarejos
- Manuel Sánchez Pereira

### Subdirección / Coordinación
- Alejandro Alcalde Giménez
- Luisa Aleñar Pujada
- José Miguel Casado Arribas
- María Jesús Cañellas Planchuelo
- Ramón Colom Esmatges
- Sylvia Fernández de Bobadilla Ortiz-Repiso
- Jesús Fraile
- Cándida Godoy Aparicio
- Esteban Gómez Rodríguez
- Alicia Gómez Montano
- Óscar González Fernández
- Manuel Guerra Oliva
- Jesús Iglesias Camacho
- María Zulema Larripa Greño
- Manuel Lombao Lombao
- Curra Luengo
- Juan José Mardones Gómez
- Luis Martínez Daza
- Teresa Mora Rodríguez
- Cristina Moreno Chana
- José Eloy Parejo Mengual
- Pablo Ramírez Pérez
- Mariano Rodrigo Calvo
- José Antonio Rodríguez Moreno
- Álvaro Rojas del Villar
- Manuel Sánchez Pereira

### Redacción
- María Luisa Areopagita Martínez
- Francisco Javier Aguilera Luna,
- Soledad Alameda Santamaría
- Manuel García-Alcalá
- Julio César Alonso Clerigué
- Teresa Aranda Romero
- Almudena Ariza Nuñez
- Joan Armengol Costa
- Rosa María Artal Martínez
- Manuel Artero Rueda
- Ana María Asensio Castejón
- Rebeca Paula Augusto Buitrago
- Emilia Ayala Fernández
- Pedro Barceló Rosselló
- Eduardo Barrenechea
- Javier Basilio Martínez
- Juan Manuel Blázquez Martín
- Anna María Bosch Batlle
- Alejandro Caballero Mateos
- María Jesús Cañellas Planchuelo
- Juan Caño Arecha
- Elisa Carcelén
- José Manuel Diego Carcedo
- Ana Celma Lloret
- Camino Ciordia Álvarez
- Ramón del Corral y Díez del Corral
- Juan Cuesta Rico
- José Manuel Dueñas Martín-Luengo
- José Benito Fernández Domínguez
- Sylvia Fernández de Bobadilla y Ortiz-Repiso
- Paz Fernández-Xesta Vázquez
- Pedro Fernaud Quintana
- José Carlos Gallardo Corullón
- Beatriz Gálvez Garcés
- Isabel García Barajas
- Lisardo García Bueno
- Cándida Godoy Aparicio
- Óscar González Fernández
- Mercedes González-Frías Martínez
- Carmen González Rojas
- Teresa Gray Carlos
- Paloma Juliana Heras de las Heras
- José Luis Hernández
- José Hervás Garcés
- Jesús Hermida Pineda
- José Infante Martos
- Jorge Pablo Igual Alonso
- María Teresa Justel
- María Zulema Larripa Greño
- Manuel Leguineche Bollar
- Consuelo León Peña
- José María Llanas Noguera
- Vicente Luis Botín
- Francisca Luengo Soto
- Arturo Luna Briceño
- Baltasar Magro Santana
- María del Carmen Marchante Barrobés
- María Elena Martí Ballesta
- María Antonia Martínez
- Emilio Martínez-Lázaro Torre
- Victoria Martínez Martín
- Edith Martínez Odriozola
- Isabel Martínez Reverte
- Mercedes Mezquita González
- Mercedes Milá Mencos
- Agustín Esteban Monasterio
- Carlos Múgica Goñi
- Luis Muñoz Almagro
- Ana Cristina Navarro Posada
- Ángel Navarro Gómez
- Mercedes Odina López
- Isabel Ojeda Martínez
- José Ramón Pardo
- María Teresa Pascual de la Cueva
- Caridad Perals Jiménez
- Arturo Pérez-Reverte Gutiérrez
- Helena Pita de Aguinaga
- José Antonio Sanz Plaza
- Aurelio Rodrigo Antón
- María Ángeles Rodríguez González
- José Antonio Rodríguez Moreno
- Teresa Rodríguez Vega
- Elena de Román García
- Vicente Romero Ramírez
- Paz Rubio Posado
- David Salas
- Elena Sánchez Caballero
- María Teresa Sánchez-Crespo Benítez
- Carmen Sarmiento García
- José David Solar
- Pedro Soler Rojas
- Carolina Teruel
- Juan Antonio Tirado Ruiz
- Juan Tortosa Marín
- Irene Vaquerizo Martín
- Belén Valcárcel Rodríguez
- Beatriz Viaño Montaña

### Realización
- Rosa Alcántara
- Raúl Alda Esteban
- Carlos Alonso Pacheco
- Carlos Amann
- José Luis Aragón Díaz
- Ángel Navarro Gómez
- Ángel Arroyo
- José Bellido Duque
- Juan Manuel Blázquez Martín
- Fernando Juan Campos Roselló
- Miguel Cruz Martínez
- Laura Díaz Martínez-Falero
- Pedro Dorta
- Juan Jesús Ortiz Martínez
- José Manuel Falcet Mora
- Ángel García-Bermejo Sanz
- José Antonio García Molina
- José Luis Hurtado Arabí
- Juan Gil
- Pablo González Tocino
- Manuel Guerra Oliva
- Paola Guerra de la Fuente
- Miguel Ángel Guzmán
- Antonio Hernández Castilla
- Raúl Hernández Garrido
- Jesús Iglesias Camacho
- Luis Jiménez Díaz
- José Jiménez Pons
- Gabriel Laborie Rodríguez
- Pilar Larrea Bellod
- Luis Leal Soto
- Carlos López Álvarez
- Elena López Gómez
- Mikel Marín Iglesias
- José Luis Martí Sánchez
- Guillermo Martín Becerril
- Juana Martín Sánchez
- Javier Martínez Sánchez
- Luis Martínez Daza
- Emilio Martínez-Lázaro Torre
- Ángel Máximo
- Vicente Medina Rosiqué
- Pedro Pablo Menéndez Luelmo
- Julián Merino Díaz
- Cristina Moreno Chana
- Pilar Olea
- Miguel Orodea Benito
- Carlos Parra Santa-Isabel
- Teresa Pérez Casado
- Javier Pizarro
- Pablo Ramírez Pérez
- Patricia Ribas Domínguez
- Mariano Rodrigo Calvo
- Carlos Rubio Domínguez
- Rosa de Santos Buendía
- Outi Saarinen Kosone
- Jorge Javier Sánchez Vicente
- Eduardo Toral
- Miguel Ángel Viñas Pérez
- Arturo Villacorta Patiño
- Mercedes Sanz Ocaña

### Producción ejecutiva
- Arturo Cifuentes Martínez
- Marisa Grande
- Santos López Pérez
- María Isabel Martín Muñoz

### Productor
- Juan Manuel Dueñas Martín-Luengo

- José Ramón Eguiluz Sarachaga
- Andrés García de la Calera Oñate
- Fernando González Sánchez
- Juan Laínez Casanova
- Mario del Olmo Donoso
- Ricardo Rodríguez Iznaola
- José Luis Roncal Serra
- Enrique Suárez

### Producción
- Jesús Álvarez
- Abelardo Arbeteta Juanis
- Rosalía Ávila García
- José Enrique Ballesteros Dueñas
- Ana María Centeno Remesal
- Julio Chillida Rico
- Maria Pilar Dumont
- Edurne de Madariaga
- Fernando Dueñas Martín-Luengo
- Andrés García de la Calera Oñate
- Esther García Salmones
- José Ramón Gutiérrez Aja
- Mar Jiménez Pérez
- Santos López Pérez
- Nina Martí
- Antonio Moreno Álvarez
- Juan Antonio Moreno Gómez
- Pilar Olea Sanz
- Juan Carlos Pérez Jiménez
- Olga Redondo Diente
- Sabina Roleff
- Juan Ruiz García
- Pilar Sanz Clavel
- Enrique Suárez Sánchez
- Elke Wildmayer

### Secretaría
- María del Carmen Hernanz Villegas
- Beatriz Moreno
- Susana Moreno Jiménez
- Concha Onrubia Torralba
- Dolores Julia Sánchez

### Presentación
- José Antonio Silva (1973-1976)
- Javier Vázquez (sustituciones: 1973-1976)
- Pedro Erquicia (1976-1978)
- Rosa María Mateo (1976-1980)
- Rosa María Artal (sustituciones: Años 80)
- Adela Cantalapiedra (1980-1981)
- Ramón Colom (1981-1983; sustituciones: 1981-1987)
- Mari Carmen García Vela (1983-1987; 1988-1996; 1996)
- Pilar Trenas (sustituciones: 1986)
- Jorge Martínez Reverte (provisional: 1987-1988)
- Georgina Cisquella (provisional: 1996)
- Baltasar Magro (1997-2000; 2001-2004)
- Letizia Ortiz (2000)
- Almudena Ariza (2000-2001)
- Pilar García Muñiz (sustitución: 2003; 2018-2019)
- María José Molina (sustitución: 2004)
- Alicia Gómez Montano (2004-2005; sustituciones: 2006-2012)
- Beatriz Ariño (2005-2009)
- María Casado (2007-2009; sustituciones: 2011/2012)
- Ana Blanco (2007-2009; especial 50 años 2023; 2023-2024)
- Lorenzo Milá (2007-2009)
- David Cantero (2007-2010)
- Ana Pastor (2007-2009)
- Pepa Bueno (2007-2009)
- Ana Roldán (2010-2012)
- Olga Lambea (2012-2014; provisional: 2018)
- Jenaro Castro (sustitución: 2013; 2014-2018)
- Jerónimo Fernández (sustituciones: 2016/2018)
- Álex Barreiro (provisional: 2019, 2023; sustitución: 2020)
- Rosa María Molló (2019-2020)
- Alejandra Herranz (sustitución: 2020 y 2021)
- Marisa Rodríguez Palop (2020-2022)
- Diego Losada (sustitución: 2021)
- Lara Siscar (sustitución: 2022; titular: 2024-presente)
- Igor Gómez Maneiro (sustitución: 2022)
- Sirún Demirjian (sustitución: 2022)

## Reconocimientos
Durante cuatro décadas Informe semanal ha recibido innumerables galardones nacionales e internacionales. Es uno de los programas más galardonados de la historia de la televisión. Prueba de ello es la obtención de varios Premios Ondas, el primero de ellos en 1975 (entre ellos el de 1984 por el reportaje sobre la muerte de Francisco Rivera «Paquirri» o la explosión del volcán Nevado del Ruiz en Colombia con las imágenes de los últimos instantes de la vida de la niña Omayra Sánchez en 1985) y la obtención en once ocasiones de los TP de Oro (por votación de los lectores) como mejor informativo actualidad.
En los últimos años el programa ha recibido diferentes premios entre los que cabe destacar dos medallas de plata en el Festival de Televisión de Nueva York por un documental sobre las Brigadas Internacionales y una investigación sobre Desaparecidos en Argentina. Así mismo, el premio de la Academia de Televisión como Mejor Programa Informativo y el premio concedido por la Agrupación de Telespectadores, como resultado de una encuesta entre telespectadores y críticos de televisión de distintos medios.

### Premios en los últimos años
- Medalla de Plata. Festival de Televisión de Nueva York.
- Premio «Aula de Paz». 1998.
- Premio «Aster» de Comunicación.
- Premio de la Energía. Club Español de la Energía.
- Premio «Alcatel» de Comunicación.
- Premio «Alpha» de Comunicación.
- Primer Premio «Phoemo».
- Mejor Producción «Muestra Internacional del Atlántico».
- TP de Oro. Mejor Programa Informativo y de Reportajes (10 premios).
- Finalista «Festival de Televisión de Montecarlo».
- Mejor Programa Informativo. «Premios Iris».
- Medalla de Plata. Mejor programa de investigación. Festival de Televisión de Nueva York.
- Premio ATR. (Asociación de Telespectadores y Radioyentes).
- Premio «Manos Unidas».
- Premio «Candilejas». Asociación Internacional RTVE España-México.
- Premio «Control». Asociación de Publicidad.
- Premio «A la no violencia». Instituto de las Mujeres.
- Premio Asociación Periodistas Prensa, Radio y Televisión.
- Premio IMSERSO Infanta Cristina. 2003 y 2005.
- Premio Centenario de la Seguridad Social.
- Premio Asociación Prensa de Granada (reportaje Carlos Cano).
- Premio a la Divulgación Científica PRISMA-Casa de las Ciencias de La Coruña.
- Premio al Mejor Programa Informativo de la Asociación de Telespectadores de Andalucía.
- Premio Premio Periodismo en Televisión de la revista «Viajes y Turismo».
- Premio Defensa 2005 por el reportaje Yak 42, un aniversario para la verdad. (2005)
- Premio Periodismo Fundación Pfizer (2005) por el reportaje La memoria rota.
- Premio Mejor Guion del Festival Golden Chest de Bulgaria y diploma especial del Ministerio de Cultura búlgaro a Los caminos del Hidalgo (2005).
- Premio Libertad de Expresión (2006) de la Unión de Periodistas Valencianos.
- Premio Exxpopress Honorífico (2013), otorgado por el Club Exxpopress de Periodistas de Galicia con motivo del 40.⁰ aniversario del programa.
- Premio Nacional de Televisión (2023) del Ministerio de Cultura y Deporte.
- Premio Iris 2023 Mejor Programa Informativo, por el especial Informe Semanal: 50 Aniversario. [44]
- XII Premio Nacional de Periodismo Juan Andrés García a Carol Espona e Isabel Ojeda por el documental No estás sola, emitido en Informe Semanal, concedido por la Asociación de la Prensa de Jerez (2024). [45]

## Cabeceras
- 1973-1974. El sábado, 31 de marzo de 1973, después del Telediario Fin de semana 2, aparecía en las pantallas en blanco y negro de los televisores españoles la primera cabecera de Semanal informativo, espacio que un año y medio después se convertiría en Informe semanal. Debido a la precariedad de los medios técnicos de la época, se trataba de un cartón con las letras del título pintadas en él.
- 1974-1985. El 9 de noviembre de 1974 cambió el nombre del programa, Más allá de la noticia, pero esta variación tan solo duró una semana. El día 16 por indicación del entonces director de los Servicios Informativos Juan Luis Cebrián, el programa pasó a denominarse Informe semanal, un nombre que se ha mantenido hasta hoy. La cabecera sería una sucesión de imágenes en movimiento con las principales ilustraciones de la época. La primera sintonía consistió en un fragmento del tema I Feel Love de Donna Summer, más tarde reemplazado por un fragmento de Another Man's Woman de Supertramp.
- 1985-1987. En octubre de 1985 se produjo un cambio en la cabecera de Informe semanal. Una antena parabólica y la rotación de varias fotografías pondrían la imagen al programa durante dos años y se estrenaría la primera versión de la sintonía clásica compuesta por Rafael Beltrán Moner, que acompañaría al programa durante la mayor parte de su historia en diferentes arreglos.
- 1987-2003. El 17 de enero de 1987, los seguidores de Informe semanal pudieron contemplar un cambio en la cabecera y un cambio en el arreglo de la sintonía. Era el conocido logo que situaba cada letra del título en un rectángulo azul y separaba las dos palabras con una línea roja. Esta cabecera se mantuvo inalterada durante casi 16 años, hasta el 28 de diciembre de 2002.
- 2003-2006. El 4 de enero de 2003, en conmemoración del 30.º aniversario del programa, la cabecera y sintonía cambiaron por completo. La nueva cabecera se compondría de una sucesión de vídeos enmarcados representando los principales acontecimientos sucedidos hasta la fecha. También se estrena una nueva composición para la sintonía, pero no fue bien acogida (tanto que la propia RTVE obvia su existencia[46]) y un año y medio más tarde se cambia a un nuevo arreglo modernizado de la sintonía clásica de Beltrán.
- 2006-2012. El 30 de septiembre de 2006 llegaría a las pantallas otro cambio en la cabecera de Informe semanal. Se actualizó la ya presentada en 2003 con nuevas imágenes y una variación en el arreglo de la sintonía.
- 2012-2013. El 7 de enero de 2012, el programa estrenó una nueva imagen con nueva cabecera diseñada por Jesús Pamplona y un retoque en el arreglo de la sintonía de Rafael Beltrán Moner. Desaparecen de la cabecera las imágenes reales y el resultado, en palabras de Pamplona, se sustenta en conceptos visuales: semana, archivo, información, dossier, análisis, redes, mundo...
- 2013-2018. El 30 de marzo de 2013, conmemorando el 40.º aniversario del programa, cambia la cabecera y la sintonía es reemplazada por una nueva composición, tomando como base la sintonía de Beltrán pero modificada hasta el punto de quedar prácticamente irreconocible respecto a ella.
- 2018. El 14 de septiembre de 2018, tras la entrada del nuevo equipo, se recupera la sintonía de Rafael Beltrán, en su arreglo clásico de 1987 pero en una versión recortada a 30 segundos, mezclada con la cabecera visual estrenada en 2013.[47]
- 2018-2020. El 30 de diciembre de 2018, se estrenó una nueva cabecera con la sintonía de Rafael Beltrán, bajo una duración de 15 segundos.
- 2020-actualidad. El 12 de septiembre de 2020 se estrenó una renovada cabecera visual de 17 segundos, que tiene como imágenes de fondo los reportajes a tratar en el programa del día, con la sintonía de Rafael Beltrán.